# Melittia newara
Melittia newara is een vlinder uit de familie wespvlinders (Sesiidae), onderfamilie Sesiinae.
Melittia newara is voor het eerst wetenschappelijk beschreven door Moore in 1879. De soort komt voor in het Oriëntaals gebied.